# Symulator współczesnej metropolii: Transport i komunikacja miejska
Symulator współczesnej metropolii: Transport i komunikacja miejska (ang. Cities in Motion 2) – gra komputerowa z gatunku gier ekonomicznych. Światowa premiera gry nastąpiła 2 kwietnia 2013, zaś w Polsce miała miejsce 5 kwietnia. Gra jest sequelem wydanego w 2011 roku Cities in Motion: Symulatora transportu miejskiego.

## Opis gry
W pierwszej części gracz poznawał historię rozwoju komunikacji miejskiej. W Symulatorze współczesnej metropolii gracz ma za zadanie zbudować sprawnie działający system komunikacji w prężnie rozwijającej się metropolii, oparty na pięciu rodzajach pojazdów: autobusach, trolejbusach, tramwajach, metrze i tramwajach wodnych. W przeciwieństwie do pierwszej części w grze nie ma śmigłowców, a ich miejsce zajęły trolejbusy (w Cities in Motion dostępne wyłącznie po nabyciu stosownych DLC). Podobnie jak w poprzedniej części istnieje możliwość ustanawiania cen biletów, a także analiza przychodów i wydatków w skali miesiąca i roku. W drugiej części gracz ma także możliwość budowania dróg, a tym samym wpływania na dalszy rozwój miasta oraz ustalanie rozkładów jazdy na poszczególnych liniach, z uwzględnieniem zmieniającego się wraz z porami dnia i nocy zapotrzebowania.

## Linux
Gra została ogłoszona na systemie Linux  w dniu 3 stycznia 2014 roku.

## Odbiór
Gra otrzymała mieszane recenzje. W agregatorze Metacritic otrzymała średnią ocen 68/100 na podstawie czternastu recenzji. Wielu recenzentów wskazywało na brak płynnego interfejsu i stromą krzywą uczenia się jako dwa największe problemy.